# علی قدوسی
علی قدوسی (۱۲ مرداد ۱۳۰۶ – ۱۴ شهریور ۱۳۶۰) روحانی ایرانی و دادستان کل انقلاب اسلامی بود که در ۱۴ شهریور ۱۳۶۰ در دفتر دادستانی بر اثر انفجار یک بمب کشته شد. بنابه گفتهٔ فرزندش، «او در ابتدای انقلاب و در کوران حوادث انقلاب سعی داشت مسیر اعتدال را طی کند و همین مسئله نیز برای او دردسرساز شد».
او در پیش از انقلاب مهم‌ترین فعالیت خود را صرف پایه‌ریزی یک سامانهٔ آموزشی نو و پرثمر نمود و به موازات فعالیت سیاسی مبارزاتی با شاه، با همکاری سید محمد بهشتی اقدام به تأسیس مدرسه حقانی (منتظریه) و مکتب توحید کرد و با اعمال شیوه‌ای نو و کارساز، این دو نهاد آموزشی را الگویی برای سایر مراکز آموزشی و فرهنگی قرار داد.

## زندگی
در ۱۲ مردادِ ۱۳۰۶، که هنوز بیش از دو سال از روی کار آمدنِ رضا خان نگذشته بود، در خانواده‌ای روحانی در شهر نهاوند همدان دیده به جهان گشود.
پدرش ملا احمد قدوسی از مجتهدان عصر خود بود که پس از بیست سال تحصیل در نجف و بهره‌گیری از اساتیدی چون میرزای شیرازی و میرزا حبیب‌الله رشتی و احراز مقام اجتهاد در سال ۱۲۷۷ خورشیدی به نهاوند بازگشت.
علی قدوسی تحصیلات ابتدایی را با موفقیت در مدارس شهر نهاوند به اتمام رساند و وارد دورهٔ متوسطه شد. سال اول دبیرستان را در دبیرستان «فیروزان» شهر نهاوند سپری کرد و چون در این شهر بالاتر از متوسطه وجود نداشت، از پدرش خواست تا برای ادامهٔ تحصیل به شهر دیگری سفر کند که به پیشنهاد پدرش در سال ۱۳۲۳ هجری شمسی، وارد حوزه علمیه قم شد.

### تحصیلات در قم
پس از ورود به حوزهٔ علمیهٔ قم، درس‌های مقدمات و سطح را نزد استادان وقت از جمله محمد صدوقی آموخت و پس از آن به درس خارج سید حسین طباطبایی بروجردی راه یافت. همچنین فقه و اصول را نزد سید روح‌الله خمینی گذراند و در سال ۱۳۴۱ به مقام اجتهاد رسید. او از آغاز طلبگی علاقهٔ خاصی به اخلاق و عرفان داشت.
وی همراه مرتضی مطهری و سید محمد بهشتی به نزد سید محمدحسین طباطبایی راه می‌یافت و از حکمت و معنویت او بهره‌مند می‌شدند. او پس از سال‌ها شاگردی نزد سید محمدحسین طباطبایی، چنان مورد توجه طباطبایی قرار گرفت که وی را به دامادی خود پذیرفت و دخترش، نجمه سادات طباطبایی را به عقد ازدواجش درآورد. از آنجا که طباطبایی برای قدوسی احترام خاصی قائل بود، بخشی از کارهای مهم خویش را به او می‌سپرد و می‌گفت: «هر وقت امری را به وی تفویض می‌کنم، دیگر از بابت آن آسوده خاطرم». او همچنین از دوران تحصیل به سید روح‌الله خمینی علاقه‌مند شده بود.
او دربارهٔ مشکلات و سختی‌هایی که در دورهٔ تحصیل متحمل شد می‌گوید: «بعد از آمدن به قم مشقات زیادی را تحمل کردم در حالی که در سن کم در غربت بسیار به من سخت می‌گذشت به علت نبودن جا در حجره‌ای کوچک همراه با چندین نفر دیگر زندگی می‌کردم و مدتی در یک اتاق کوچک که مقداری از آن فرش شده بود و مقداری از آن جایی بود که آب شستشوی ظرف و وضو در آن می‌ریختند و من چون از همه افرادی که در آن اتاق بودند کوچک‌تر و تازه‌کارتر بودم، در پایین اتاق می‌خوابیدم و همیشه لحاف و تشکم داخل آب می‌رفت و خیس می‌شد. با همه این‌ها با رنج و مشقت تمام درس‌ها را ادامه می‌دادم و از خواب و غذای خود می‌زدم تا بتوانم بیشتر درس بخوانم. بسیاری از شب‌ها آنقدر مطالعه می‌کردم که دیگر توان آماده کردن غذا را نداشتم و همان‌گونه می‌خوابیدم. جز دوران کمی در سال تمام آن را به درس و مباحثه می‌گذراندم و حتی در ایام ماه محرم، غیر از روزهای تاسوعا و عاشورا، تمام وقت خود را صرف درس می‌کردم. تابستان‌ها با رنج بسیار برای زیارت به مشهد مشرف می‌شدم والبته سختی‌های بسیار می‌کشیدم ویک بار دو الی سه ماه در آنجا بودم. تنها وسیله‌ای که داشتم یک جاجیم بود که شب‌ها در حرم روی آن می‌خوابیدم و غذایم نان خالی و هلوی مشهدی بود. طوری‌که بعد از مدتی یکی از دوستانم مرا دید و گفت اگر وضعت همین‌طور ادامه پیدا کند دیگر به قم برنخواهی گشت.»

### مبارزات با پهلوی
او از مخالفان  حکومت پهلوی بود و طی سال‌های ۴۲–۴۱ با مبارزات سید روح‌الله خمینی علیه محمدرضا شاه پهلوی فعالیت هایش به اوج رسید.
پس از تبعید سید روح‌الله خمینی به ترکیه، شدت اختناق و فشار وارده از سوی حکومت پهلوی، شاگردان سید روح‌الله خمینی از جمله علی قدوسی را بر آن داشت که کیفیت مبارزه را متناسب با وضع پراختناق تغییر دهند. این موضوع زمینهٔ تشکیل یک گروه سازمان‌یافته و مخفی از مدرسان و استادان حوزه شد. این تشکیلات مخفی به بهانه بررسی و اصلاح امور حوزه برگزار می‌شد اما به طراحی مبارزه با محمدرضا شاه می‌پرداخت. قدوسی از مؤسسان این تشکل بود و از دیگر فعالان این تشکیلات می‌توان به سید علی خامنه‌ای، محمدمهدی ربانی املشی و حسینعلی منتظری اشاره کرد.حدود سال ۱۳۴۴ شمسی، به دنبال کشف و شناسایی این تشکیلات مبارزاتی توسط ساواک، در سال ۱۳۴۵ همراه با روحانیانی چون سید علی خامنه‌ای و اکبر هاشمی رفسنجانی، علی قدوسی نیز دستگیر و به زندان قزل قلعه انتقال یافت.

### فعالیت‌های علمی-آموزشی
علی قدوسی پس از رهایی از زندان پهلوی، به قم رفت و اهداف خویش را در مورد اصلاح ساختار آموزشی حوزه پی گرفت. وی برای احیای فرهنگ اسلامی اهمیت ویژه‌ای قائل بود و به همین جهت اهم فعالیت خود را صرف پایه‌ریزی یک سامانهٔ آموزشی نو و پرثمر نمود و به موازات فعالیت سیاسی، با همکاری شهید بهشتی اقدام به تأسیس مدرسه حقانی (منتظریه) و مکتب توحید کرد و با اعمال شیوه‌ای نو و کارساز، این دو نهاد آموزشی را الگویی برای سایر مراکز آموزشی و فرهنگی قرار داد.
او بسیار مقید بود که شاگردان خوب درس بخوانند و وقت را بیهوده تلف نکنند. اگر شاگردان با استعداد در درس و بحث خود کوتاهی می‌کردند به شدت توبیخ می‌شدند. برایش مهم این بود که شاگرد وظیفه‌اش را خوب انجام دهد نه این که نمره خوب بگیرد. در دوره‌ای که بسیاری از متدینین خواندن زبان انگلیسی را کاری نادرست یا حتی حرام می‌دانستند او شاگردی را به‌علت نخواندن درس انگلیسی از مدرسه بیرون کرد. او که بسیاری از خطبه‌های نهج البلاغه را با تسلط کامل به حافظه سپرده بود، در کلاس‌های درس اخلاقش، سخن از اهل بیت جریان داشت. شرکت کردن در درس اخلاق و عرفان او، برای حاضران ثمربخش بود.
مدرسه حقانی
وی همراه با سید محمد بهشتی کوشید با حفظ اصالت‌های حوزه و تکیه بر امتیازها و ویژگی‌های آن نظام، برنامه‌های جدیدی را طراحی کند. برنامه‌ریزی دقیق آموزشی، استفاده از روش‌های ارزش‌یابی، آزمون‌های منظم، نظارت مستقیم بر متون درسی، از جمله برنامه‌های او در این راستا بود. چنین تفکر اصلاحی، به تأسیس مدرسه حقانی انجامید که برخلاف مشکلات فراوان و کارشکنی حکومت پهلوی توانست موفقیت‌های امیدبخشی به دست آورد. تأسیس این مدرسه نه تنها یک حرکت صرفاً فرهنگی، علمی و تربیتی بود بلکه یک حرکت سیاسی دقیق و حساب‌شده‌ای بود که بعد از قیام ۱۵ خرداد و تبعید سید روح‌الله خمینی پی گرفته شد.
قدوسی بدون غرور و با تواضع به دنبال استادان می‌رفت و گاهی برای راضی کردن یک استاد، ده بار به وی رجوع می‌کرد. حرکت مدرسه حقانی باعث شد شماری از «طلاب و فضلای عالم، متقی و آگاه به زمان» تربیت شده و «سرمایه‌ای برای انقلاب ایران (۱۳۵۷)» گردند.
مکتب توحید
از دیگر قدم‌های وی در راستای ترویج ارزش‌های دینی و آشنا ساختن بانوان با باورها و مبانی فکری اسلام، تأسیس مکتب توحید بود که مورد استقبال بانوان ایران قرار گرفت. فارغ‌التحصیلان این آموزشگاه خدمات بزرگی به زنان ایران، فرهنگ و اجتماع کردند و نقش آن‌ها در مبارزه بر ضد حکومت پهلوی نیز برجسته بود.

### پس از انقلاب
قدوسی در آستانه ورود سید روح‌الله خمینی به ایران، از اعضای فعال کمیته استقبال بود. با توجه به سابقه مدیریت و توانایی‌های او، برخی از مسئولیت‌های حساس به وی سپرده شد.
اندکی پس از پیروزی انقلاب، سید روح‌الله خمینی در حکمی، او را مأمور ستاد انقلاب اسلامی و دیگر مسائل شهرستان قم کرد. او همچنین به فرمان سید روح‌الله خمینی مأموریت پیدا کرد تا در دادگاه‌های انقلاب تهران حاضر شده و متصدی مقام قضاوت شود. عضویت در شورای عالی قضایی و دادستانی کل انقلاب، از دیگر مسئولیت‌های او بود.
دادستانی انقلاب
با گذشت چند ماه از انقلاب در حالی که دادگاه‌های انقلاب با بی‌نظمی و مشکلات زیادی مواجه بودند. به منظور برون‌رفت از این وضعیت به مدیری توانا نیاز بود که علی قدوسی طی حکمی از سوی سید روح‌الله خمینی به سمت دادستانی کل انقلاب منصوب گشت.
او با انجام اصلاحاتی بنیادی در نهاد دادستانی، با مشورت محمد حسینی بهشتی، تغییراتی در نیروهای دادستانی ایجاد کرد. او نخستین کسی بود که آیین‌نامهٔ دادگاه‌های انقلاب را نوشت و تغییرات اصولی و زیربنایی در وزارت فرهنگ و ارشاد اسلامی با پیشنهادهای او صورت گرفت. تلاش او بر این بود که مقررات پهلوی و ضداسلامی محو و قوانین اسلامی جای‌گزین آن‌ها شود.
پایگاه حوزه به نقل از مجلهٔ گلبرگ دربارهٔ او می‌نویسد: «شهید قدوسی دربارهٔ بیت المال و حق‌الناس دقت شگفتی داشت. او از چای، نهار و امکانات اداری استفاده نمی‌کرد و تمامی حساب‌های دادستانی را به منزل می‌برد و شخصاً به آن‌ها رسیدگی می‌کرد. در امور حق‌الناس آن قدر دقت داشت که وقتی مشروبات الکلی را توقیف می‌کردند و محتوای شیشه‌های مشروب را به دستور ایشان می‌ریختند، توصیه می‌کرد شیشه‌های آن‌ها به صاحبشان برگردانیده شود و می‌گفت مشروب الکلی حرام است و می‌توان آن را از میان برد، ولی شیشه‌ها شامل این حکم نمی‌شود. با احتیاط بسیار، جلو هر نوع راهی را که امکان داشت ناحق باشد، می‌بست و به همین دلیل، از پذیرش هرگونه هدیه‌ای پرهیز داشت. در طول مدت مسئولیت دادستانی، هرگز حقوقی برای خود در نظر نگرفت و از امکانات و مزایایی که حق او بود، استفاده نکرد، با اینکه جواز استفاده مشروع از این وسایل را خود صادر می‌کرد. او همواره می‌کوشید افرادی را بر بیت المال بگمارد که کاملاً متوجه باشند آنچه در اختیارشان است، نزد خداوند حساب و کتاب دقیق دارد و مربوط به عموم مردم است، نه گروهی خاص.»

### ترور و جان‌باختن
در نهایت پس از ۳۱ ماه فعالیت در مقام  دادستان کل انقلاب، بر اثر انفجار یک بمب آتش زا در دادستانی کل انقلاب در ۱۴ شهریور ۱۳۶۰، جان سپرد.
فردی نفوذی از کارمندان دادستانی زیر اتاق قدوسی بمبی تعبیه نموده و از این مکان خارج می‌شود تا آن که در ساعت هشت و چهل دقیقهٔ روز شنبه ۱۴ شهریور ۱۳۶۰ انفجار مهیبی رخ می‌دهد به نحوی که دیوار پشت سر او جدا شده و او از اتاقش در طبقه دوم به کف حیاط پرتاب می‌شود. در ابتدا او را به بیمارستان ۵۰۱ ارتش انتقال می‌دهند و سپس برای معالجه دقیق‌تر به بیمارستان شهدا انتقال می‌یابد و تحت عمل جراحی قرار می‌گیرد، اما اقدام پزشکان ناموفق است و ضربه و خون‌ریزی مغزی باعث جان باختن وی می‌گردد.
در روز بعد پیکر علی قدوسی به دوش مردم قرار گرفت و پس از تشییع، به سوی قم حمل شد تا در جوار بارگاه فاطمه معصومه به خاک سپرده شود.

## خانواده
پدرش ملا احمد قدوسی از مجتهدان عصر خود بود که پس از بیست سال تحصیل در نجف و بهره‌گیری از اساتیدی چون میرزای شیرازی و میرزا حبیب‌الله رشتی و احراز مقام اجتهاد در سال ۱۲۷۷ خورشیدی به نهاوند بازگشت.
علی قدوسی دارای چهار فرزند پسر و دو دختر بودند. فرزند بزرگ او محمد حسن قدوسی در جبهه‌های جنگ در منطقه هویزه کشته شد. علی قدوسی در جان‌باختن این فرزندش، بردباری بسیاری از خود نشان داد.
او دو برادر به نام شریف و محمد داشت، شریف دو پسر به نام محمود و محمدعلی و سه دختر به نام بهیه، صفیه و مهری دارد. محمد فقط دو پسر به نام محسن و موسی دارد و دختری ندارد.
برادرزاده وی پونه قدوسی از گویندگان تلویزیون BBC می‌باشد.